# Zimowa Uniwersjada 2017
Zimowa Uniwersjada 2017 – zawody sportowe, które zostały rozegrane pomiędzy 29 stycznia a 8 lutego 2017 w kazachskim Ałmaty.

## Wybór gospodarza
Termin zgłaszania kandydatur przez państwa ubiegające się o organizację uniwersjady upłynął 2 marca 2011. Oprócz Ałmaty zgłoszono także kandydaturę Trentino, jednak z powodu kryzysu gospodarczego tego kraju rząd zrezygnował z finansowania kampanii, skupiając się wyłącznie na organizacji Zimowej Uniwersjady w 2013. Decyzję o wyborze gospodarza FISU ogłosiło 29 listopada 2011 roku w Brukseli.

## Obiekty sportowe
W poniższej tabeli zostały wyszczególnione obiekty, na których zostaną rozegrane konkurencje podczas zimowej uniwersjady.
| Obiekt                             | Położenie | Rozgrywane dyscypliny                                          | Pojemność                      |
| ---------------------------------- | --------- | -------------------------------------------------------------- | ------------------------------ |
| Hałyk Arena                        | Ałmaty    | Hokej na lodzie (mężczyźni)                                    | 3000                           |
| Ałmaty Arena                       | Ałmaty    | Curling, łyżwiarstwo figurowe, Ceremonia otwarcia i zamknięcia | 10 000                         |
| Wysokogornyj katok „Medeu”         | Ałmaty    | Łyżwiarstwo szybkie                                            | 8300                           |
| Dworiec sporta im. Baluana Szolaka | Ałmaty    | Hokej na lodzie (kobiety)                                      | 5000                           |
| Górnołyżnyj kurort „Szymbulak”     | Ałmaty    | Narciarstwo alpejskie, snowboard, narciarstwo dowolne          | b.d.                           |
| Gornyj Gigant                      | Ałmaty    | Skoki narciarskie, kombinacja norweska                         | 1802                           |
| Łyżno biatłonnyj kompłeks „Ałatau” | Ałmaty    | Biegi narciarskie, biathlon, kombinacja norweska               | 2600 (stojące) 3600 (siedzące) |
| Ośrodek narciarski „Tabagan”       | Ałmaty    | Snowboard (big air), narciarstwo dowolne (skoki akrobatyczne)  | 800 (siedzące) 500 (stojące)   |

## Dyscypliny
Do programu zawodów po czteroletniej przerwie powróciło łyżwiarstwo szybkie. Pojawią się także 3 nowe konkurencje: drużynowe narciarstwo alpejskie, slalom równoległy oraz skoki akrobatyczne kobiet i mężczyzn.

- Biathlon (9)
- Biegi narciarskie (11)
- Curling (2)
- Hokej na lodzie (2)
- Kombinacja norweska (3)
- Łyżwiarstwo figurowe (4)
- Łyżwiarstwo szybkie (14)
- Narciarstwo alpejskie (9)
- Narciarstwo dowolne (10)
- Short track (8)
- Skoki narciarskie (5)
- Snowboard (10)

## Klasyfikacja medalowa
| Miejsce   | Państwo           | złoto | srebro | brąz | Razem |
| --------- | ----------------- | ----- | ------ | ---- | ----- |
| 1         | Rosja             | 15    | 17     | 8    | 40    |
| 2         | Kazachstan        | 8     | 2      | 8    | 18    |
| 3         | Japonia           | 3     | 8      | 5    | 16    |
| 4         | Polska            | 3     | 2      | 3    | 8     |
| 5         | Francja           | 3     | 1      | 1    | 5     |
| 6         | Korea Południowa  | 3     | 0      | 2    | 5     |
| 7         | Białoruś          | 2     | 2      | 1    | 5     |
| 8         | Chiny             | 2     | 1      | 2    | 5     |
| 9         | Włochy            | 2     | 0      | 0    | 2     |
| 10        | Ukraina           | 1     | 2      | 3    | 6     |
| 11        | Łotwa             | 1     | 0      | 0    | 1     |
| 12        | Holandia          | 0     | 3      | 0    | 3     |
| 13        | Szwajcaria        | 0     | 1      | 1    | 2     |
| 14        | Finlandia         | 0     | 1      | 0    | 1     |
| 14        | Niemcy            | 0     | 1      | 0    | 1     |
| 14        | Słowenia          | 0     | 1      | 0    | 1     |
| 14        | Stany Zjednoczone | 0     | 1      | 0    | 1     |
| 18        | Austria           | 0     | 0      | 4    | 4     |
| 19        | Czechy            | 0     | 0      | 2    | 2     |
| 19        | Słowacja          | 0     | 0      | 2    | 2     |
| 21        | Armenia           | 0     | 0      | 1    | 1     |
| Całkowity | Całkowity         | 43    | 43     | 43   | 129   |

## Reprezentacje uczestniczące w XXVIII Zimowej Uniwersjadzie
| - Afganistan (1) - Andora (1) - Argentyna (2) - Armenia (1) - Australia (7) - Austria (21) - Azerbejdżan (1) - Belgia (3) - Białoruś (23) - Brazylia (1) - Bułgaria (4) - Chile (3) - Chińska Republika Ludowa (113) - Chińskie Tajpej (3) - Czechy (72) - Estonia (9) - Finlandia (17) - Francja (41) - Gruzja (8) | - Grecja (1) - Holandia (19) - Hongkong (1) - Iran (3) - Japonia (110) - Kanada (88) - Kazachstan (168) - Kirgistan (10) - Korea Południowa (96) - Liban (6) - Litwa (6) - Łotwa (26) - Malezja (1) - Meksyk (2) - Mongolia (10) - Niemcy (31) - Norwegia (19) - Nowa Zelandia (1) - Paragwaj (1) | - Polska (62) - Rosja (216) - Rumunia (3) - Serbia (6) - Słowacja (42) - Słowenia (13) - Stany Zjednoczone (72) - Szwecja (50) - Szwajcaria (38) - Tadżykistan (2) - Tajlandia (1) - Turcja (20) - Uganda (1) - Ukraina (61) - Uzbekistan (3) - Wielka Brytania (65) - Włochy (38) - Węgry (2) |